# NGC 6013
NGC 6013 је спирална галаксија у сазвежђу Херкул која се налази на NGC листи објеката дубоког неба.
Деклинација објекта је + 40° 38' 48" а ректасцензија 15h 52m 52,9s. Привидна величина (магнитуда) објекта NGC 6013 износи 13,6 а фотографска магнитуда 14,4. NGC 6013 је још познат и под ознакама UGC 10080, MCG 7-33-4, CGCG 223-7, PGC 56287.